# Le Loup à deux têtes
Le Loup à deux têtes est la neuvième histoire de la série Les Centaures de Pierre Seron. Elle est publiée pour la première fois du no 2204 au no 2214 du journal Spirou.

## Univers

### Synopsis
En l'an 1346, le comte de Selenvrac, dont les armoiries représentent un loup sur fond de gueules, règne sur ses sujets en tyran. Aurore et Ulysse arrivent alors sur ses terres et sont pris en chasse par le comte et ses hommes. Les centaures se réfugient derrière la porte mythologique qui leur permet de voyager dans le temps. Lorsque le comte la franchit à son tour, il devient un homme bon tandis que tout le mal qu'était en lui se matérialise en un double maléfique. La lutte commence entre les 2 comtes de Selenvrac au cours de laquelle Aurore sera prise en otage!

### Personnages
- Aurore et Ulysse, deux centaures cherchant à rejoindre l'Olympe.
- Le comte de Selenvrac et son double.
- Englebert, l'intendant cruel du comte.
- Chiron, chef d'une bande de centaures venant en aide à Aurore et Ulysse.

## Historique
Les planches ont été dessinées entre 1979 et 1980 d'après la signature de Seron figurant au bas de celle-ci.

## Publication

### Revues
Elle a été prépubliée dans le journal de Spirou du no 2204 (10 juillet 1980 au no 2214 (18 septembre).

### Album
Publiée dans l'album éponyme en janvier 1983 par Dupuis sous le no 2 puis rééditée comme no 4 par les Éditions Soleil en janvier 1990 et Jourdan en septembre 1991.